# خوسيه هيريرا (لاعب كرة قدم)
خوسيه هيريرا هو لاعب كرة قدم بوليفي، ولد في 9 مارس 2003 في إدارة باندو في بوليفيا.